# Misumenops melloleitaoi
Misumenops melloleitaoi là một loài nhện trong họ Thomisidae.
Loài này thuộc chi Misumenops. Misumenops melloleitaoi được Lucien Berland miêu tả năm 1942.